# Fjodor Petrowitsch Moissejenkow
Fjodor Petrowitsch Moissejenkow, auch Moissejenko, (russisch Фёдор Петрович Моисеенков; * 11. Novemberjul. / 22. November 1754greg. in Lebedyn; † 24. Septemberjul. / 5. Oktober 1781greg. in Moskau) war ein russischer Chemiker, Mineraloge, Übersetzer und Hochschullehrer.

## Leben
Moissejenkow stammte aus einer Kosakenfamilie. Er besuchte das Charkower geistlich-weltliche Kollegium. Dank der Hilfe des Sekretärs des Regierenden Senats und Graf Roman Woronzows Wassili Iwanowitsch Kramarenkow wurde Moissejenkow im Juli 1766 in St. Petersburg in das Akademische Gymnasium der Akademie der Wissenschaften aufgenommen. Nach dem Gymnasiumsabschluss war er berechtigt, Vorlesungen an der Akademischen Universität der Akademie der Wissenschaften zu hören. Er spezialisierte sich auf Chemie und Mineralogie. Zu seinen Lehrern gehörten Caspar Friedrich Wolff und Erich G. Laxmann.
1766 hatte Moissejenkow die Terenz-Komödie Hekyrḗ  („die Schwiegermutter“) ins Russische übersetzt. Die Übersetzung erschien 1774 im 3. Band einer Sammlung von Terenz-Stücken mit den lateinischen und russischen Texten. Im selben Jahr erschien auch seine Übersetzung der Historia Romana des Historikers Velleius Paterculus, die 1770 in Paris mit lateinischem und französischem Text erschienen war. Seine Übersetzung der Schrift Consolatio Ciceros wurde 1775 veröffentlicht.
1774 wurde Moissejenkow zum Studium der Mineralogie und des Bergbauwesens zunächst an die Bergakademie Freiberg und dann an die Universität Leipzig geschickt. Außerdem studierte er auch Moral, Philosophie, Geschichte, Geographie und Englisch. Der erste Band seiner Übersetzung der Dänischen Geschichte Paul-Henri Mallets aus dem Französischen ins Russische wurde 1777 veröffentlicht. Die weiteren Bände erschienen erst nach Moissejenkows Tod. Darin enthalten sind auch Teile der Edda. Moissejenkows deutschsprachige Abhandlung über Zinnstein erschien 1779. Im selben Jahr wurde er in die Leipziger Ökonomische Sozietät gewählt.
1779 kehrte Moissejenkow nach St. Petersburg zurück und wurde zum Adjunkten für Chemie und Mineralogie der Akademie der Wissenschaften gewählt. In dieser Zeit lehrte in St. Peters an der 1774 eröffneten ersten russischen Bergbau-Schule Alexander Karamyschew Chemie und Metallurgie. Als Karamyschew 1779 als Direktor des Kontors der staatlichen Assignatenbank nach Irkutsk ging, wurden seine Nachfolger an der Bergbau-Schule Matwei Afonin, der nun Chemie und Probierkunst lehrte, und Moissejenkow, der die Metallurgie und die Bergkunst übernahm. Außerdem lehrte Moissejenkow noch Geschichte und Politische Geographie. Als dann der Markscheider, Dichter und Übersetzer Iwan Chemnitzer wegging, lehrte Moissejenkow auch noch Französisch und Deutsch.
1781 wurde Moissejenkow zum Leiter der wissenschaftlichen Krim-Expedition der Akademie der Wissenschaften ernannt. Auf der Reise zur Krim erkrankte er und starb plötzlich in Moskau am 5. Oktober 1781. Seine wissenschaftlichen Arbeiten befinden sich im Archiv der Akademie der Wissenschaften.